# Градац (Хърватия)
Градац (на хърватски: Gradac) е хърватски град в Южна Далмация в т.нар. Макарска ривиера. Административен център на община. Населението според преброяването от 2011 г. е 1308 души.

## История
В района на Градац са намерени следи още от бронзовата и желязната епоха и от римското владичество - останки от сгради, римски некрополи, монети и др. През Средновековието селището носи името Лапчан или Лабинац и е споменато в съчинение на византийския император Константин VII Багренородни.
Със сегашното си име е упоменато за първи път през 1649 г. Названието си градът дължи на крепостта, която се извисявала над днешната църква Св. Михаил и която е построена вероятно по време на Кандийската война през XVII век за отбрана от османците. Според запазената от Андрия Миошич Качич генеалогия на знатния род Качичи, обитавали този район, замъкът е изграден именно от неговите предшественици.